# 杨文林
杨文林（1931年6月1日—2015年7月14日），笔名文林叶，男，甘肃临洮人，中国诗人、文学编审，中国作家协会兰州分会原副主席，甘肃省文学艺术界联合会原副主席。